# Vlastimil Hrubý
Vlastimil Hrubý (* 21. února 1985 Znojmo) je český profesionální fotbalový brankář, který chytá za český klub FC Zbrojovka Brno.
Jeho fotbalovým vzorem je Dán Peter Schmeichel, oblíbeným klubem anglický Manchester United FC.

## Klubová kariéra
S fotbalem začínal v FC Miroslav na Znojemsku, kde si ho vyhlédl klub FC Zbrojovka Brno. Do „A“ týmu Zbrojovky se nikdy trvale neprosadil, připsal si 18 druholigových startů za „B“ mužstvo (3 v sezoně 2004/05 a 15 v ročníku 2005/06). Hostoval v FC Tatran Brno-Kohoutovice (MSFL 2004/05), SC Xaverov Horní Počernice (1 druholigový start na podzim 2005) a FC Dosta Bystrc-Kníničky (25 druholigových startů v ročníku 2006/07). Od podzimu 2007 hostoval ve Znojmě, na začátku roku 2008 tamtéž přestoupil. S klubem zažil v sezoně 2009/10 vítězství v MSFL a účast klubu v druhé lize po 16 letech. Na konci sezony 2012/13 s klubem zažil i historický postup do 1. české ligy. Po sezoně 2013/14 Znojmo spadlo zpět do druhé ligy, ale ta se už netýkala Vlastimila, který v létě 2014 přestoupil do prvoligového FK Baumit Jablonec, kde se dohodl na tříleté smlouvě.

## Reprezentační kariéra
Vlastimil Hrubý odchytal v říjnu 2002 jeden zápas za českou reprezentaci do 18 let, šlo o střetnutí s Ukrajinou (porážka 0:2).